# Albino Tena Mauri
Albino Tena Mauri   (Tortosa) és un guitarrista, cantant i compositor català. A banda, és professor de guitarra al conservatori de música de Tortosa.
El 2015, va presentar l'espectacle Relats breus i guitarra juntament amb l'escriptor Jesús Maria Tibau. El 2016, va amenitzar la sessió de cloenda del Taller d'Art Cinta Dalmau. L'any següent, va presentar al Teatre Auditori Felip Pedrell Cap a on vas?, el seu primer disc, el disseny del qual va anar a càrrec de Marta Viladrich. El 2018, va enregistrar «Come home», una cançó dedicada als presos polítics pensada a partir dels del procés independentista català. Més endavant, el 2020, va fer una actuació musical en la celebració ebrenca del Dia Mundial de la Poesia. el 2021, va presentar el treball «You can Fly», en què incorpora rock i country en diversos idiomes, amb la música dels Estats Units com a referència principal.